# Hemigrammus ocellifer

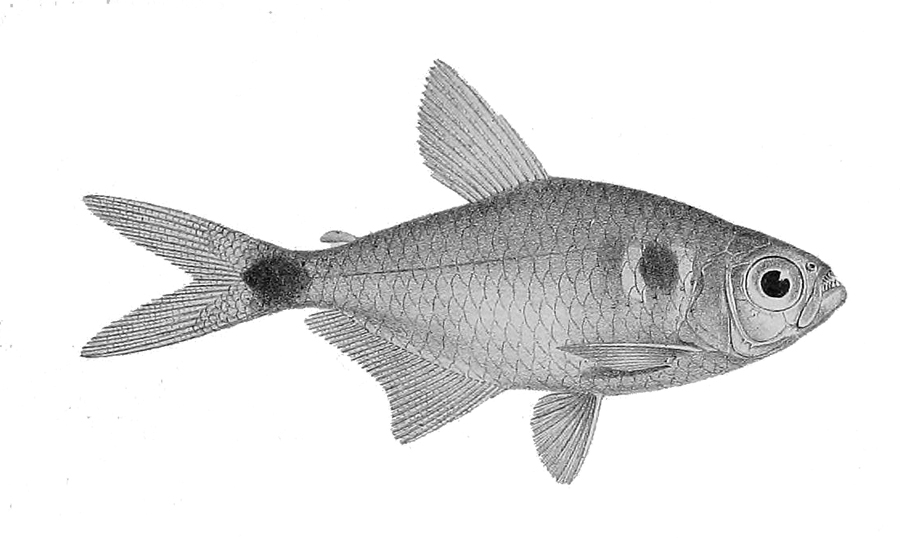

Hemigrammus ocellifer è un pesce d'acqua dolce, appartenente alla famiglia Characidae, conosciuto comunemente come pesce faro.

## Distribuzione e habitat
Presente in America meridionale nelle regioni tropicali di questo continente. Popola le acque ricche di idrofite, detriti e tannini con corrente dall’intensità variabile.
Ha un areale molto ampio e lo si può trovare in diversi corsi d’acqua come il Rio Tapajos, Rio Negro, Rio Tefe, Rio Nanay, Rio Trombetas, Rio Orinoco, Rio Essequibo.

## Descrizione
Questo pesce è praticamente trasparente, con una linea scura a metà corpo che presenta una macchia più vistosa sul peduncolo caudale. La lunghezza può raggiungere i 5 cm al massimo.

## Comportamento
Questa specie vive in banchi compatti ed ha un'indole pacifica.

## Riproduzione
La deposizione avviene tra la vegetazione acquatica.

## Alimentazione
Basta soprattutto su larve di insetti ed altri piccoli organismi acquatici.

## Acquariofilia
Si tratta di una specie facile da allevare e riprodurre in cattività. Non tollera acqua inquinata ed eccessive quantità di nitrati. Ha bisogno di acque tenere e leggermente acide, con una temperatura di 22-25 °C.